# Camillo Teti
Camillo Teti (Roma, 5 marzo 1939) è un regista, sceneggiatore e produttore cinematografico italiano.

## Biografia
Figlio del produttore cinematografico Federico Teti, talvolta si è firmato con gli pseudonimi Mark Davis e A. Maker.

## Filmografia

### Regista
- L'assassino è ancora tra noi (1986)
- I vizi segreti degli italiani quando credono di non essere visti (1987)
- Bye Bye Vietnam (1988)
- Cobra Mission 2 (1989)
- I ragazzi del 42º plotone (1989)
- Navigatori nello spazio (1993)
- Titanic - La leggenda continua (2000)
- Yo-Rhad - Un amico dallo spazio, co-regia con Vittorio Rambaldi (2005)

### Sceneggiatore
- L'assassino è ancora tra noi, regia di Camillo Teti (1986)
- Bye Bye Vietnam, regia di Camillo Teti (1988)

### Produttore
- Mondo candido, regia di Gualtiero Jacopetti e Franco Prosperi (1975)
- La liceale, il diavolo e l'acquasanta, regia di Nando Cicero (1979)
- La liceale al mare con l'amica di papà, regia di Marino Girolami (1980)
- Pierino medico della Saub, regia di Giuliano Carnimeo (1981)
- L’esercito più pazzo del mondo, regia di Marino Girolami (1981)

- Le prime foglie d'autunno, regia di Raimondo Del Balzo (1988)

### Produttore esecutivo
- I ragazzi del 42º plotone, regia di Camillo Teti (1989)